# دانشکده مهندسی راه‌آهن دانشگاه علم و صنعت ایران
دانشکدهٔ مهندسی راه آهن دانشگاه علم و صنعت ایران در سال ۱۳۷۶ خورشیدی (۱۹۹۷ میلادی) در جهت پاسخ‌گویی به منافع عمومی و طرح‌های توسعهٔ صنعت راه‌آهن در ایران، تأسیس شد. این دانشکده که به همراه دانشکده مهندسی خودرو دانشگاه علم و صنعت ایران تنها دانشکده‌های مهندسی راه‌آهن و مهندسی خودرو در خاورمیانه محسوب می‌شوند. این دانشکده تحت حمایت مالی راه‌آهن جمهوری اسلامی ایران قرار دارد. این دانشکده در دانشگاه علم و صنعت ایران در ساختمانی با زیربنای ۱۴۰۰۰ مترمربع تأسیس گردید و گرایش‌های مهندسی خط و سازه‌های ریلی، مهندسی ماشین‌های ریلی و مهندسی حمل و نقل ریلی در مقطع کارشناسی و مهندسی راه‌آهن برقی، مهندسی خطوط راه‌آهن، مهندسی ماشین‌های ریلی، مهندسی حمل و نقل ریلی، مهندسی علائم و ارتباطات و مهندسی ایمنی در راه‌آهن در مقطع کارشناسی ارشد و مهندسی خطوط راه‌آهن
مهندسی ماشین‌های ریلی
مهندسی کنترل و علائم در مقطع دکترای تخصصی گرایش‌های موجود در دانشکده مهندسی راه‌آهن می‌باشند.
بر اساس نقشه جامع علمی کشور و برنامه راهبردی توسعه کشور (افق ۱۴۰۴) مهندسی راه‌آهن از جمله فناوری‌های کلیدی و تأثیرگذار در نقشه راه پیشرفت جمهوری اسلامی ایران خواهد بود. در حال حاضر دانشکده مهندسی راه‌آهن جهت تربیت هیئت علمی خود و توسعه همکاری‌های بین‌المللی آموزشی و پژوهشی با دانشگاه‌های معتبر کشورهای مختلف از جمله انگلستان، آلمان، چین، استرالیا، روسیه، اوکراین و هلند تفاهم‌نامه و تبادل علمی دارد و از کشورهای همجوار دانشجوی بین‌المللی می‌پذیرد.
کادر هیئت علمی متخصص و آزمایشگاه‌های تخصصی منحصر به فرد همچون: زیرسازی و روسازی راه‌آهن، خاک و بتن، صدا و ارتعاشات ریلی، دینامیک سازه‌های ریلی، ترمز، سیگنالینگ، تراکشن، محاسبات هوشمند ریلی، مدیریت لجستیک و … در کنار کتابخانه تخصصی دانشکده، پتانسیل ویژه ای برای انجام تحقیقات بنیادین و کاربردی در حوزه صنعت ریلی کشور و منطقه فراهم آورده‌است. این دانشکده در گرایش خط و سازه‌های ریلی و نیز ماشین‌های ریلی در هر سه مقطع تحصیلی (کارشناسی-کارشناسی ارشد-دکتری) و در گرایش حمل و نقل ریلی در دو مقطع تحصیلی (کارشناسی-کارشناسی ارشد) و در سه گرایش راه‌آهن برقی، سیگنالینگ و ایمنی در راه‌آهن در مقطع کارشناسی ارشد دانشجو می‌پذیرد. با توجه به ماهیت کاربردی رشته، اکثریت مطلق فارغ‌التحصیلان دانشکده شامل بیش از ۱۵۰۰ نفر فارغ‌التحصیل کارشناسی و بیش از ۳۰۰ نفر فارغ‌التحصیل کارشناسی ارشد به صورت مستقیم یا غیر مستقیم در صنایع مرتبط راه‌آهن درون‌شهری و برون شهری کشور مشغول به کار می‌باشند.

## پیشینه
در راستای ارتقا سطح دانش فنی و ایجاد زمینه لازم در جهت توسعه علم و فناوری در این صنعت و با توجه به تقاضا و حمایت صنعت حمل و نقل ریلی کشور، در سال ۱۳۷۱ طی نشستی با حضور وزیر محترم راه و ترابری وقت و ریاست محترم دانشگاه علم و صنعت ایران پیشنهاد تأسیس دانشکده مهندسی راه‌آهن به وزارت علوم ارسال شد و با حمایت همه‌جانبه راه‌آهن جمهوری اسلامی ایران به راه اندازی این دانشکده در دانشگاه علم و صنعت ایران اقدام گردید. طرح‌های آموزشی دانشکدهٔ مهندسی راه‌آهن دانشگاه علم و صنعت ایران در سال ۱۳۷۶ خ. (۱۹۹۷ م) با پذیرش ۱۰۰ دانشجو در مقطع کارشناسی آغاز شد.
تحصیلات تکمیلی در این دانشکده نیز با پذیرش دانشجو در مقطع کارشناسی ارشد در سال ۱۳۸۰ خ. (۲۰۰۱ م) آغاز شد.

## هیئت علمی و دانشجویان
هیئت علمی دانشکده متشکل از ۲۵ دانشیار و استادیار تمام وقت است. هم‌چنین دانشکده با چندین استاد پاره وقت و متخصصین مؤسسه‌های علمی و صنعتی داخلی و بین‌المللی همکاری دارد. تعداد دانشجویان مشغول به تحصیل در این دانشکده تا پایان سال ۱۳۹۲ در سه مقطع کارشناسی، کارشناسی ارشد و دکتری ۴۹۱ نفر است. از این تعداد ۳۱۷ نفر در مقطع کارشناسی، ۱۴۵ نفر در مقطع کارشناسی ارشد و ۲۹ نفر در مقطع دکتری مشغول به تحصیل می‌باشند. اساتید این دانشکده در زمینه صنعت ریلی تلاش فراوانی دارند و هر یک صاحب چندین شرکت توسعه دهندهٔ فناوری ریلی در کشور هستند.

## آکادمی بین‌المللی ترابری ریلی
با در نظر گرفتن توانایی‌های تحقیقاتی و آکادمیک دانشکدهٔ مهندسی راه‌آهن که در نوع خود در خاورمیانه بی‌نظیر است و در نتیجهٔ نیاز به به مرکزی علمی برای ارائهٔ دوره‌های آموزشی، آکادمی بین‌المللی ترابری ریلی در ژانویهٔ ۲۰۰۸ در این دانشکده تأسیس شد. دانشکدهٔ مهندسی راه‌آهن فعالیت‌های این آکادمی را منطبق بر اهداف تحقیقاتی منطقه‌ای که با اتحادیهٔ بین‌المللی راه آهن‌ها (به انگلیسی:  International Union of Railways) هم‌خوانی دارد مدیریت می‌کند.

## مقاطع و گرایش‌ها
- کارشناسی
  - خط و سازه‌های ریلی
  - ماشین‌های ریلی
  - حمل و نقل ریلی
- کارشناسی ارشد
  - راه‌آهن برقی
  - خط و سازه‌های ریلی
  - ماشین‌های ریلی
  - حمل و نقل ریلی
  - ایمنی در راه‌آهن
  - کنترل و علائم
- دکتری
  - ماشین‌های ریلی
  - خط و سازه‌های ریلی[۳]

## آزمایشگاه‌ها و کارگاه‌ها
- آزمایشگاه تحقیقاتی محاسبات هوشمند در حمل‌ونقل ریلی
- آزمایشگاه تحقیقاتی بتن، سنگ و مصالح ساختمانی
- آزمایشگاه تحقیقاتی زیرسازی راه‌آهن
- آزمایشگاه تحقیقاتی روسازی راه‌آهن
- آزمایشگاه تحقیقاتی لکوموتیو
- آزمایشگاه تحقیقاتی ترمز
- آزمایشگاه تحقیقاتی سیگنالینگ
- آزمایشگاه تحقیقاتی قطارهای هیبرید
- آزمایشگاه دینامیک سازه‌ها و آکوستیک ریلی
- آزمایشگاه محرکه‌های الکتریکی تراکشن[۴]
- آزمایشگاه سیستم های ترابری و لجستیک[۵]

## نگارخانه

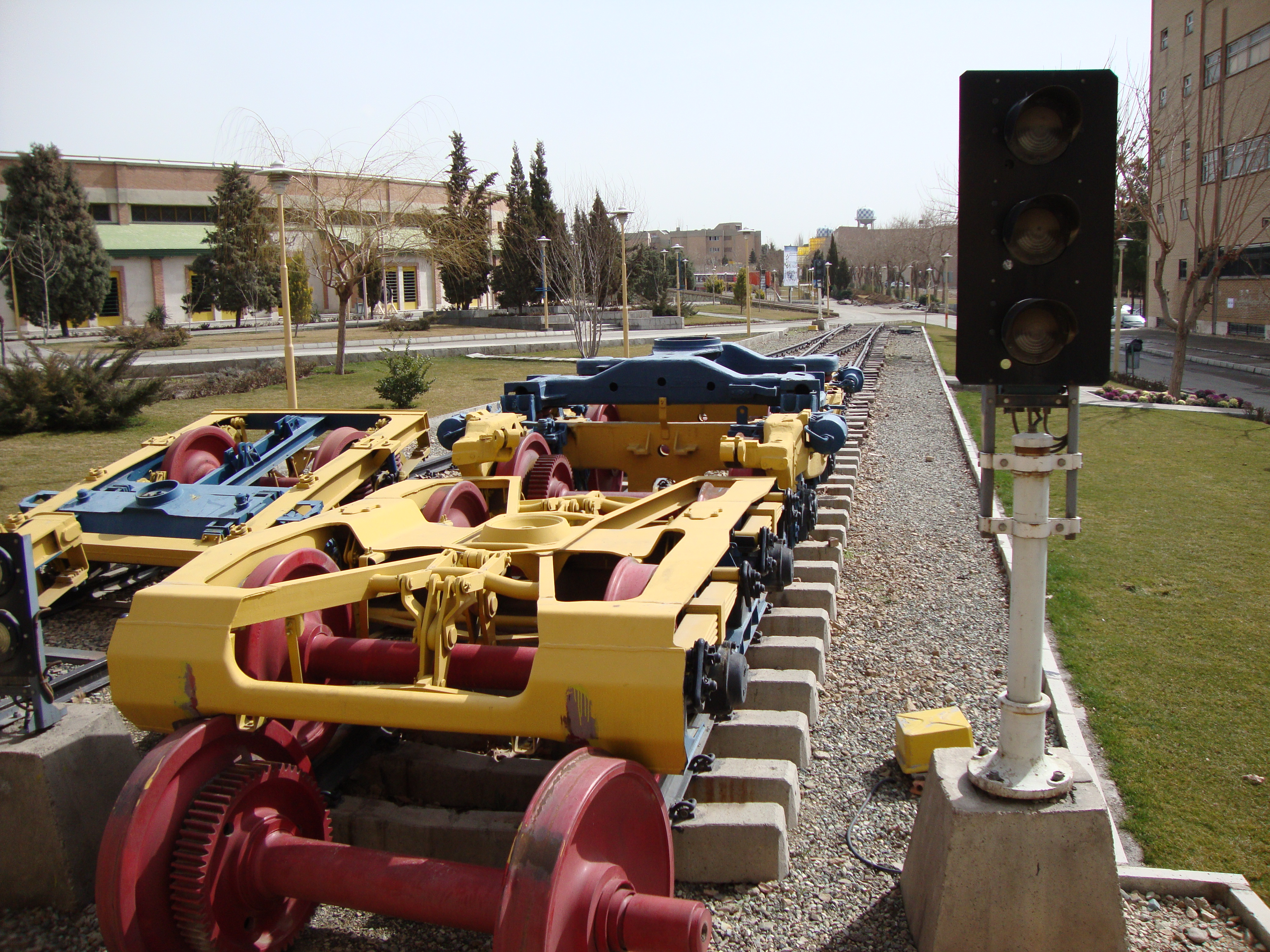
ماکت اسکلت واگن و خط راه‌آهن
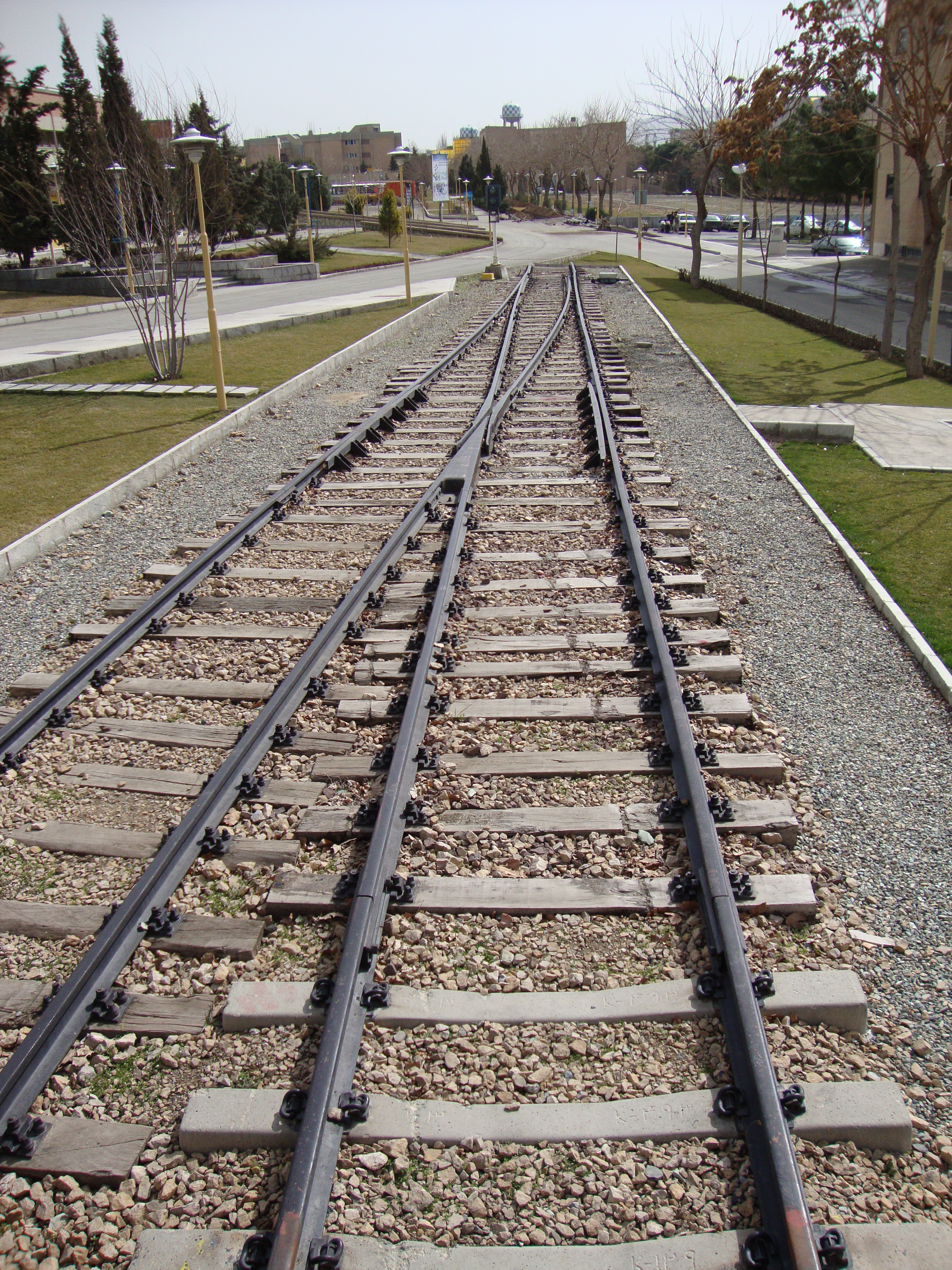
ماکت خط راه‌آهن